# Airco DH.1
L'Airco DH.1 fu un aereo militare mutiruolo biposto e biplano, sviluppato dall'azienda aeronautica britannica Aircraft Manufacturing Company, meglio conosciuta come Airco, negli anni dieci del XX secolo.
Caratterizzato dal singolare aspetto ad elica in configurazione spingente, venne utilizzato dalla Royal Flying Corps durante la prima guerra mondiale divenendo, assieme al suo derivato da caccia monoposto Airco DH.2, uno dei più rappresentativi velivoli da combattimento della prima fase del conflitto.

## Storia del progetto
Uno dei primi progettisti che lavorarono per la Royal Aircraft Factory fu Geoffrey de Havilland, responsabile parzialmente o totalmente della concezione dei modelli "Factory" prebellici. Quando, nel 1914, de Havilland decise di accettare l'incarico di capoprogettista alla Aircraft Manufacturing Company (Airco), il suo primo disegno riprendeva l'impostazione e l'aspetto, molto simile, dell'F.E.2, uno degli ultimi progetti su cui aveva lavorato presso la Royal Aircraft Factory.
Come l'F.E.2, il DH.1 adottava una configurazione spingente, con la gondola centrale che accoglieva il pilota e l'osservatore in due abitacoli separati, aperti e posizionati in tandem nella parte anteriore, con quello per l'osservatore abbassato rispetto alla postazione del pilota e dotato di una mitragliatrice. Le ali erano, com'era usuale all'epoca, con rivestimento in tela, delle stesse dimensioni e pianta, poste sullo stesso asse, mentre l'impennaggio era posto all'estremità di una lunga struttura tubolare senza alcun rivestimento.
Nel gennaio 1915, lo stesso de Havilland compì il primo volo ai comandi del prototipo presso l'aerodromo di Hendon. Il velivolo aveva tre particolarità: il carrello d'atterraggio era dotato di sospensioni a molla, delle gambe di forza dotate di elementari ammortizzatori ad olio ed era equipaggiato con dei profili alari supplementari fissati ai lati della fusoliera che potevano essere ruotati di 90° per agire come freni aerodinamici. Di queste particolari caratteristiche solo le gambe di forza ammortizzate ad olio vennero adottate nella produzione in serie.
Il modello, come l'F.E.2b, venne ideato per essere equipaggiato con il motore Beardmore 120 hp, un 6 cilindri in linea raffreddato a liquido capace di esprimere una potenza pari a 120 hp (89 KW), tuttavia tutte le unità disponibili erano necessarie per evadere l'ordine degli F.E.2b così che si dovette ricorrere ai Renault 70 hp, degli 8 cilindri a V raffreddati ad aria da 70 hp (52 kW). Con questa motorizzazione il D.H.1 risultava sottopotenziato, ciò nonostante le prestazioni espresse risultarono ancora sufficienti e venne accettato per la produzione in serie. L'Airco in quel periodo stava sviluppando altri progetti così che la produzione è stata intrapresa dalla Savages Limited of King's Lynn, in precedenza attiva nella produzione di attrezzature da fiera.
Solo in seguito i modelli vennero equipaggiati con i motori Beardmore venendo identificati come DH.1A. Nel periodo in cui il DH.1 entrò nella fase di produzione in massa venne pianificato un suo modello derivato nel ruolo di scout dato che il monoposto DH.2 aveva già compiuto il primo volo nel luglio 1915. Derivato efficacemente come una versione più piccola del DH.1, il DH.2 si rivelerà durante il servizio operativo uno dei più importanti caccia britannici del periodo.

## Impiego operativo
Il DH.1 venne impiegato operativamente in operazioni belliche solamente nel teatro mediorientale, con sei esemplari di DH.1A motorizzati Berdmore consegnati nel luglio 1916. Questi vennero utilizzati dal No. 14 Squadron RFC come scorta dei ricognitori B.E.2. Unico abbattimento rivendicato dal 14º Squadron fu un biposto Aviatik nell'agosto di quell'anno. L'ultima azione conosciuta effettuata da un DH.1 fu effettuata il 5 marzo 1917, quando un esemplare fu abbattuto durante una missione di bombardamento su Tel el-Sheria. Il No. 14 Squadron cambiò il suo equipaggiamento nel novembre 1917 adottando il più recente ed efficace Royal Aircraft Factory R.E.8, tuttavia sembra probabile che l'ultimo DH.1 ancora operativo fosse stato definitivamente messo a terra prima di tale data.
Gli altri DH.1 vennero utilizzati come aereo da addestramento, con 43 esemplari assegnati ai reparti di difesa aerea del territorio britannico, successivamente integrati da un secondo lotto di 24 unità, i quali rimasero in servizio fino al 1918.

## Versioni
DH.1
versione equipaggiata con un motore Renault, realizzata in 101 esemplari.
DH.1A
versione equipaggiata con un motore Beardmore, realizzata in 70 esemplari.

## Utilizzatori
Regno Unito
- Royal Flying Corps